# Condado de Castilnovo
Condado de Castilnovo ist ein Ort und eine nordspanische Gemeinde (municipio) mit 79 Einwohnern (Stand: 2024) in der Provinz Segovia in der Autonomen Gemeinschaft Kastilien-León. Die Gemeinde Castillo de Castilnovo besteht aus den Ortschaften La Nava, Torrecilla (de Condado), Valdesaz und Villafranca (de Condado). Der Verwaltungssitz befindet sich in Villafranca.

## Lage und Klima
Die Gemeinde Condado de Castilnovo liegt etwa 47 km (Fahrtstrecke) nordöstlich von Segovia in einer mittleren Höhe von ca. 995 m. Das Klima ist im Winter rau, im Sommer dagegen gemäßigt bis warm; Regen (ca. 656 mm/Jahr) fällt übers Jahr verteilt.

## Bevölkerungsentwicklung
| Jahr      | 1970 | 1981 | 1991 | 2001 | 2011 | 2021 |
| Einwohner | 340  | 227  | 161  | 114  | 94   | 82   |

## Sehenswürdigkeiten

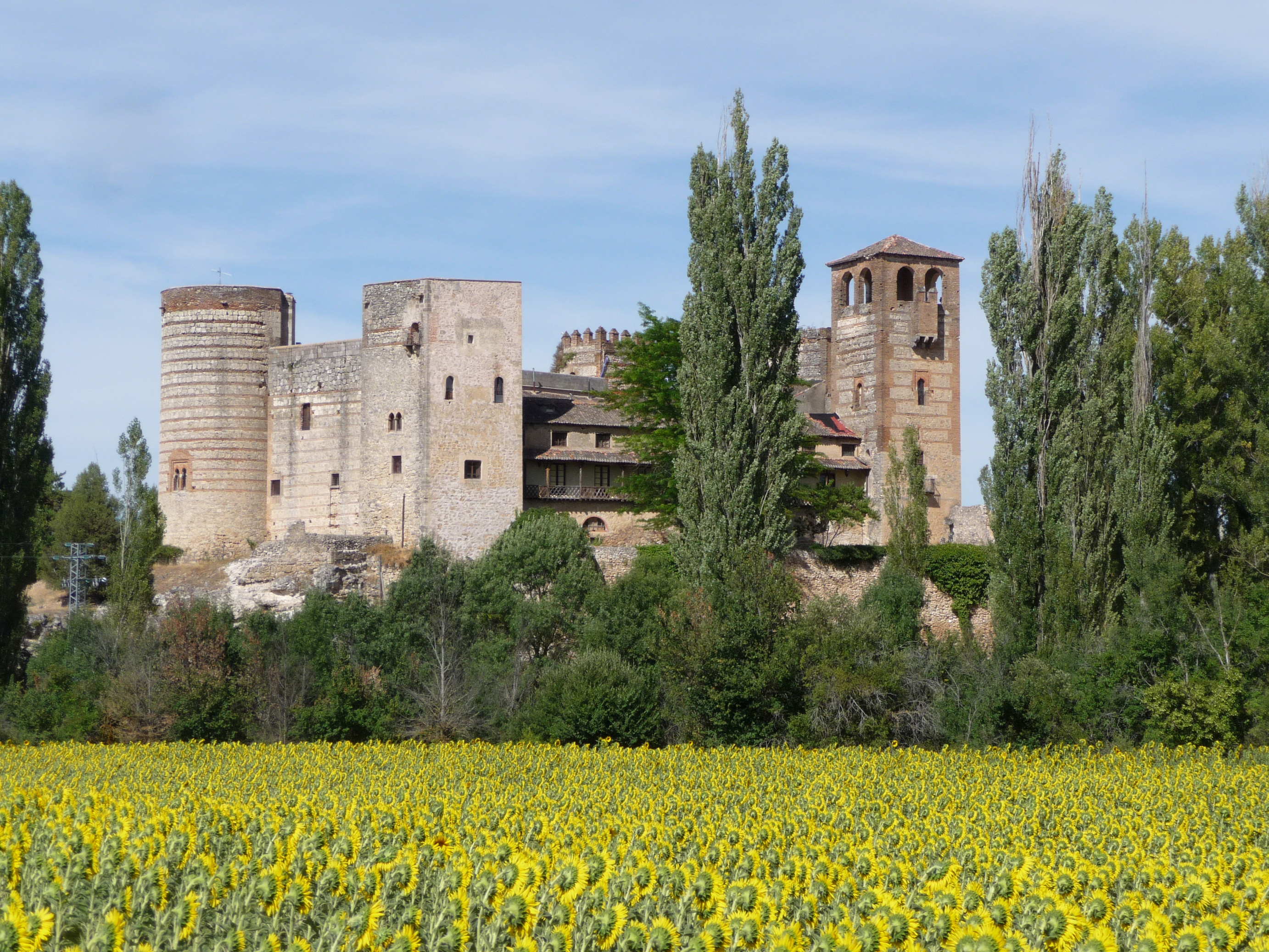
Burganlage

- Burganlage Castilnovo
- Marienkirche in Villafranca
- Bartholomäuskirche in Torrecilla
- Johanniskirche in La Nava
- Christinenkirche in Valdesaz

- Burganlage